# Her går det godt, fru kammerherreinde
Her går det godt, fru kammerherreinde (Tout va très bien, Madame la Marquise) er en oprindeligt fransk revyvise af Paul Misraki fra 1935. Den er oversat til dansk af Mogens Dam. Der er lavet indspilninger med henholdsvis Gunnar Lemvigh og Ole Monty.
Visen består af fire vers. Hvert vers begynder med, at kammerherreinden ringer til en af sine tjenestefolk, der så svarer. I første vers spørger hun James, om alt er vel på slottet. Han svarer, at "Her går det godt, fru kammerherreinde" men tilføjer så, at den nye skimmel er død. I andet vers spørger hun Pierre om, hvordan det er gået til. Han svarer, at den havde det godt, men at den døde, da ridestalden brændte. I tredje vers spørger hun Sofie om staldens brand. Hun fortæller, at da brandsprøjten kom, var der ikke vand, og at slottet brændte ned til grunden. I fjerde vers spørger den forfærdede kammerherreinde Hans om slottets brand. Han fortæller, at den ruinerede kammerherre begik selvmord men derved tabte sit lys, så gardinet gik i brand, hvorefter både slot, stald og skimmel gik til. Men ligesom de tre andre slutter han med de trøstende ord "bortset fra det, fru kammerherreinde, så går det godt, så går det godt."
Titlen er blevet til et bevinget udtryk, hvor man giver ironisk udtryk for, at alt går galt, uden at der reageres på det. 